# 樊良樞
樊良樞（？—？），字尚默，號致虚，又號密庵，江西南昌府進賢縣籍南昌县人。明朝政治人物。

## 生平
万历二十五年（1597年）丁酉科江西乡试舉人，三十二年（1604年）登甲辰科进士，禮部觀政，初授丽水县知县，三十六年改令仁和县，與人推誠無隱，徵比不事鞭扑，水灾議蠲賑，悉心籌畫，全活無算。四十年入為刑部主事，四十一年漕運理刑，陈船政六款，四十三年晉刑部雲南司郎中，四十七年充会试同考官，尋升雲南提學副使。天启五年，试御史李燦然疏薦，調浙江提學副使，以不作魏璫祠碑文，天啓七年九月称病，解印綬歸。
崇禎時起復湖廣副使，四年改廣東副使，升湖廣參政，晉廣西按察使。著有《易解》。

## 軼事
《枣林杂俎》載其督學浙江時失印復得之事。